# Igi Lola Ayedun
Igi Lola Ayedun (1990, São Paulo - Brasil) é uma artista multimédia, editora negra, curadora e galerista brasileira.
É fundadora e directora da House Of Ayedun (HOA), a primeira galeria black-owned do Brasil e do MJOURNAL, publicação digital independente com foco em dispositivos móveis, dedicada às indústrias criativas.
Para além de ser uma figura de vanguarda no campo da abstração, Ayedun tem sido igualmente reconhecida pela sua contribuição na promoção da diversidade e da inclusão. Hoje, com vinte anos de carreira, é uma das mulheres que comandam o mercado da arte no Brasil.
Actualmente, vive e trabalha na cidade de São Paulo.

## Formação e Percurso
Ayedun foi criada em São Paulo. Iniciou o seu percurso no mercado editorial, aos 14 anos, numa grande editora brasileira, a Abril (Revista Capricho), uma experiência fundamental que lhe deu a conhecer o mundo da arte. Em 2009, fez um curso de arte contemporânea apesar de, na época, lhe parecer inviável. Com a necessidade de ajudar financeiramente a sua mãe, Ayedun não pôde dedicar-se de imediato à sua carreira, optando por passar quase uma década em Paris, a trabalhar na área da moda e na indústria do luxo. Entre São Paulo e Paris, acumulou colaborações e trabalhos para várias marcas de renome, tais como a Yves Saint Laurent, Neith Nyer, XIMONLEE ou MELISSA, entre outras. Foi colunista do Jornal O Estado de S. Paulo, correspondente internacional da ELLE BRAZIL, project manager e editora da L’OFFICIEL BRAZIL, fashion director e co-owner da U+MAG.
Durante o tempo em que viveu na Europa, Ayedun construiu uma valiosa rede de contactos e ganhou significativa experiência em comunicação. Ambas viriam a revelar-se essenciais para o seu futuro.
A sua carreira artística começaria a tomar forma após o seu regresso ao Brasil, em 2017.

## Obra Plástica
O seu trabalho multidisciplinar - que inclui pintura, fotografia, vídeo, escultura digital 3D e som - enfatiza o potencial da cor enquanto testemunho de transações sociais históricas. Ayedun dedica-se, em particular, ao azul e a uma investigação genealógica afro-diaspórica. A artista têm-se concentrado em explorar as rotas globais do índigo (ou anil), o legado histórico do lápis-lazúli e a conexão profunda entre esta tonalidade e a ancestralidade africana. De acordo com Arantxa Ciafrino: «O mergulho de Ayedun nessa cor decorre da sua compreensão das técnicas de pintura não-ocidentais e da história que antecede a Europa como protagonista e narradora. Ela reivindica a importância desses tons como uma memória visual transcendental ao longo do tempo e das culturas, que antecede a colonização eurocêntrica do sul global».
Recentemente, a sua obra plástica tem incorporado imagens criadas com recurso a inteligência artificial (nomeadamente, o Midjourney), algoritmos e ondas cerebrais (electroencefalogramas), como forma de superar os limites ópticos da fotografia e do sistema ocular humano.
Neste momento, a sua prática artística centra-se sobretudo na fusão entre a tecnologia e técnicas ancestrais, nomeadamente práticas têxteis, materiais orgânicos - algodão, cera, argila, milho, água - e pigmentos naturais. A aprendizagem de técnicas como o Bògòlanfini (Mali), o Adire (Nigéria) e outras práticas, como os curtumes Berberes (Marrocos), foi para si essencial. O seu trabalho não se limita à estética. Ayedun desenvolveu uma linguagem visual única, que abrange elementos culturais e históricos, temas como a identidade, a herança cultural, a memória e a diáspora, as suas raízes afro-brasileiras, questões sociais e políticas. Ayedun acredita que a justaposição de métodos antigos e contemporâneos permite preservar o ancestralismo africano e reivindicar séculos de escravidão e apagamento cultural.
Em 2021, Igi lançou uma colecção de comfortwear agénero a partir do seu próprio trabalho, em parceria com a Renner.

## House Of Ayedun (HOA)
Quando Ayedun volta à sua cidade de origem, em 2017, distancia-se da moda e dedica-se em pleno ao seu trabalho como artista. Nesta altura, opta por alugar o seu estúdio a amigos para exposições e residências artísticas. Todavia, só em 2020, durante a pandemia de COVID-19, é se apercebe o quanto o seu espaço era fundamental para a comunidade e para a sua própria identidade criativa. Nesse ano, Ayedun funda a House Of Ayedun (HOA), com o objectivo de propôr «a disrupção do mercado e das instituições de arte contemporânea por meio de um programa contínuo de acção-articulação intervencionista que confronta o núcleo da indústria cultural a partir de uma perspectiva decolonial latino-americana afro-diaspórica».
A HOA nasce assim como uma plataforma online destinada a apoiar os colegas de Ayedun que enfrentavam dificuldades devido ao impacto deste surto global no mercado da arte. Apenas dois meses depois, a galeria artist-led participaria na primeira Viewing Room da São Paulo's International Art Fair (SP-ARTE), histórica edição virtual deste renomado evento. A partir de 2022, integraria anualmente a SP-ARTE ROTAS BRASILEIRAS, cujo foco se centra em estreitar laços entre os agentes das cinco regiões do país, valorizando a diversidade e a pluralidade da produção artística deste território.
Ayedun procura oferecer aos artistas condições vantajosas ao nível das comissões de venda e dos royalties de revenda. Na HOA, a galerista também actua como mentora, oferecendo suporte e ferramentas de autogestão e empoderamento. Esta possui ainda um departamento de curadoria interno, oferece apoio psicológico e fomenta a produção colectiva através de reuniões de partilha semanais.
Actualmente, a HOA possui três locais físicos na cidade de São Paulo, a HOA RESIDENCY, a HOA GALLERY e a HOA-HORIZONTE. O primeiro, um espaço de estúdios autofinanciado, tem ainda uma extensão online que corresponde ao projecto HOA FREE ART SCHOOL e a outros programas curatoriais. Em 2021, Ayedun inaugurou um pólo temporário da HOA em Londres. Foi ainda responsável pelo HOA MINT FUND, um projeto dedicado a cripto-artistas do Sul Global e pelo NOVA HOA Contemporary Art Festival.
Em pouco tempo, a HOA tornar-se-ia uma presença significativa no mercado latino-americano e internacional. Desde 2020, conta já com participações em algumas das maiores feiras de arte do mundo, como a 1-54 CONTEMPORARY AFRICAN ART FAIR, ARCO Madrid, MIART, SZONAMACO, FRIEZE e a ARTISSIMA.
A HOA é hoje um espaço vital para o desenvolvimento e visibilidade de artistas autodidactas, BIPOC, oriundos de comunidades historicamente marginalizadas ou contextos sociais desfavorecidos. A galeria tem procurado focar-se num diálogo urgente sobre a importância da representatividade e da equidade no mundo da arte, desafiar a violência racial estrutural e as ideologias colonialistas e trazer atenção internacional para a arte contemporânea brasileira.

## MJOURNAL & Outros Projectos
Juntamente com Samuel de Saboia, Lucas Andrade, Luiz Felipe Lucas, Felipa Damasco e outros artistas, a CEO paulista estabeleceu, no ano de 2018, o colectivo AEANFDC (Ambiente de Empretecimento da Arte Nacional a Favor da Descolonização Cultural) e a Escola Efémera de Artes Visuais + Publicação, direccionada a artistas negros e LGBTQI+, sempre com uma perspectiva decolonial como ponto de partida.
Em 2019, sob o conceito Y se beleza fosse um ritual?, Ayedun lançou uma marca de cosméticos naturais, artesanais e produzidos em Marrocos. A sua venda sazonal respeita o tempo de safra dos componentes utilizados.
Sensivelmente na mesma altura em que nascia a HOA, Igi fundou o Ayedunis Bank, uma instituição bancária digital com sua própria moeda - o Ayeduni (AY$). Este encontrava-se alojado no website do MJOURNAL e estava associado à MSHOP, plataforma de e-commerce que a artista criou com o objectivo de disponibilizar conteúdos digitais avulsos ou por assinatura, estudos e análises sobre moda, tendências e cultura, a preços acessíveis, com vista a impulsionar uma nova geração de negócios. De ressalvar que 60% das vendas mensais obtidas pelo Ayedunis Bank se destinavam a um movimento de impacto social que ajudava comunidades em situação de vulnerabilidade no Brasil. Em apenas cinco meses, o MJOURNAL atingiu níveis de sucesso sem precedentes, fazendo com que, em 2020, a empresa de Ayedun passasse a integrar a FLAGCX, o maior grupo de comunicação da América Latina.

## Exposições Individuais (selecção)
2023
- Eclosão de um sonho, uma fantasia. HOA, São Paulo (Brasil)[30][31][32][33]
- Anexa_CCBB: Movimentos Convexos. CCBB SP - Centro Cultural Banco do Brasil, São Paulo (Brasil)[34][35]

2022
- Women of color y otros clichés. WESERHALLE, Berlim (Alemanha)[19][36]

2021
- Imenso é o mundo que ainda guardo em mim. HOA, São Paulo (Brasil)[37][38]

## Exposições Coletivas (selecção)
2024
- Porvir, Gruta. São Paulo (Brasil)[17]

2023
- Something Else III, Cairo Biennale - Session 14. Cairo (Egipto)[17]
- Entre nós: Dez anos de Bolsa ZUM/IMS, Pivô Arte e Pesquisa. São Paulo (Brasil)[39]
- Do vôo às narinas respirar, braços largos, mensagens ao vento, HOA, São Paulo (Brasil)[40]

2022
- Vários 22, ARTE 132. São Paulo (Brasil)[41]
- Possible Agreements, Mendes Wood DM. Bruxelas (Bélgica)[42]
- Colecção MAR + Enciclopédia Negra, Museu de Arte do Rio de Janeiro (MAR). Rio de Janeiro (Brasil)[43][44]

2021
- Arte e Tecnologia, Museu da Imagem e do Som (MIS). São Paulo (Brasil)[45]
- Enciclopédia Negra, Pinacoteca do Estado de São Paulo. São Paulo (Brasil)[46]
- Knotted Ties, Christie’s Rockefeller Plaza, Nova Iorque (EUA)[23]

2020
- Body Fragility. HOA. São Paulo (Brasil)[47]
- Aglomeração - Antonio Henrique Amaral, Instituto Tomie Ohtake. São Paulo (Brasil)[46]
- From flight to nostrils, breathe, arms wide, messages in the wind, HOA. São Paulo (Brasil)[48]

2019
- Estive presente em testemunho, Etopia Centro de Arte y Tecnología. Saragoça (Espanha)[49]
- A noite não adormecerá jamais nos olhos nossos. Baró Galeria. São Paulo (Brasil)[50]

2018
- Vesícula, Espaço Breu. São Paulo (Brasil)[17]

## Residências Artísticas
- 2019 - Programa FUGA Exploraciones Sonoras | Etopia Centro de Arte y Tecnología. Saragoça (Espanha)[49]
- 2018 - Konvent Zero, Barcelona (Espanha)[17]

## Prémios, Bolsas e Distinções
- 2024 - Finalista | Prémio PIPA[17]
- 2022 - Vencedora | Bolsa de Fotografia ZUM - Instituto Moreira Salles[51][9][52]